# Musée départemental Albert-Kahn
Le musée départemental Albert-Kahn est situé à Boulogne-Billancourt, dans le département des Hauts-de-Seine en France.
Visant à faire connaître et valoriser l'œuvre d'Albert Kahn, il conserve la collection des « Archives de la Planète » constituées par Albert Kahn entre 1909 et 1931 (72 000 photographies couleur sur plaques autochromes, ce qui en fait la plus importante collection au monde de ce type, 184 000 mètres, soit une centaine d'heures de film noir et blanc et couleur, 4 000 plaques stéréoscopiques noir et blanc) et d'un jardin à scènes paysagères étendu sur près de quatre hectares faisant partie intégrante des collections du musée.
Depuis 2015, le jardin dans sa totalité, la maison d'Albert Kahn au numéro 6 du quai du 4-Septembre, la Société Autour du Monde au 9 quai 4-Septembre, les pavillons japonais et le palmarium sont inscrits à l'inventaire des monuments historiques. Les collections des Archives de la Planète sont inscrites au Registre international Mémoire du monde par l'Unesco en 2025.

## Le jardin d'Albert Kahn
Le jardin a été créé par Albert Kahn sur des terrains acquis à partir de 1895, confiant une partie des travaux aux architectes-paysagistes Henri et Achille Duchêne. Jusqu'en 1910, il élabore sur 3,9 hectares un ensemble de scènes paysagères aux styles différents, dont l'ensemble forme un jardin à scènes, style caractéristique de la fin du XIXe siècle.
Albert Kahn croyait à la paix universelle. Pour appuyer son utopie, il crée un jardin fait de plusieurs scènes réconciliant les styles de chaque pays.
Il se compose de :

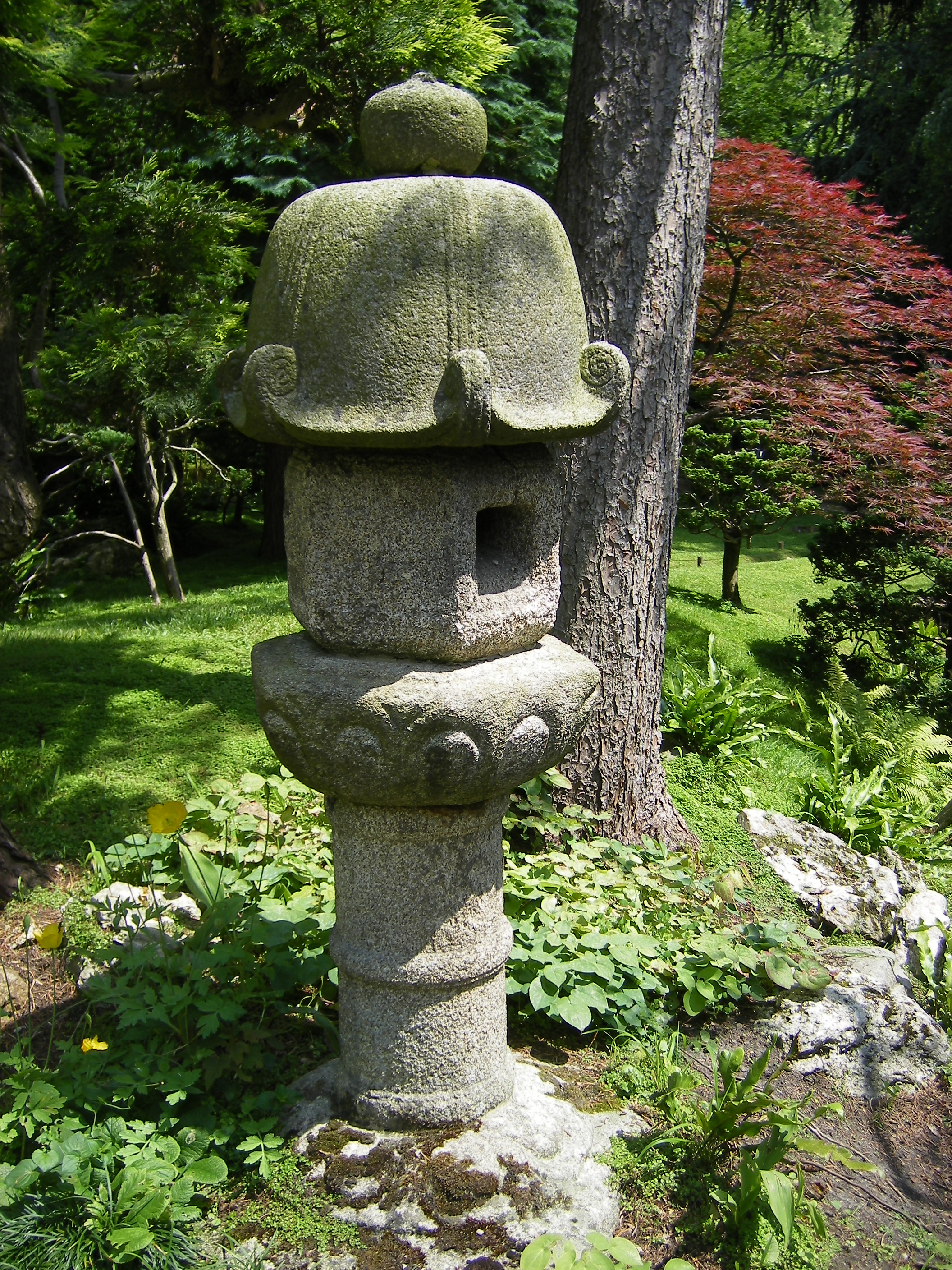
Lanterne dans la partie du jardin japonais traditionnel.

- un village japonais, créé en 1898, au retour du deuxième voyage au Japon d'Albert Kahn, par un jardinier et un charpentier-maçon venus de ce pays. De son voyage au Japon en 1897 Albert Kahn rapporte, en pièces détachées, deux maisons ainsi que les portes et un pavillon de thé remplacé en 1965 et inauguré en 1966 par la société des maîtres de thé de l'école de cérémonie du thé Urasenke, en collaboration avec la ville de Kyôto (des cérémonies du thé y sont toujours pratiquées) ;

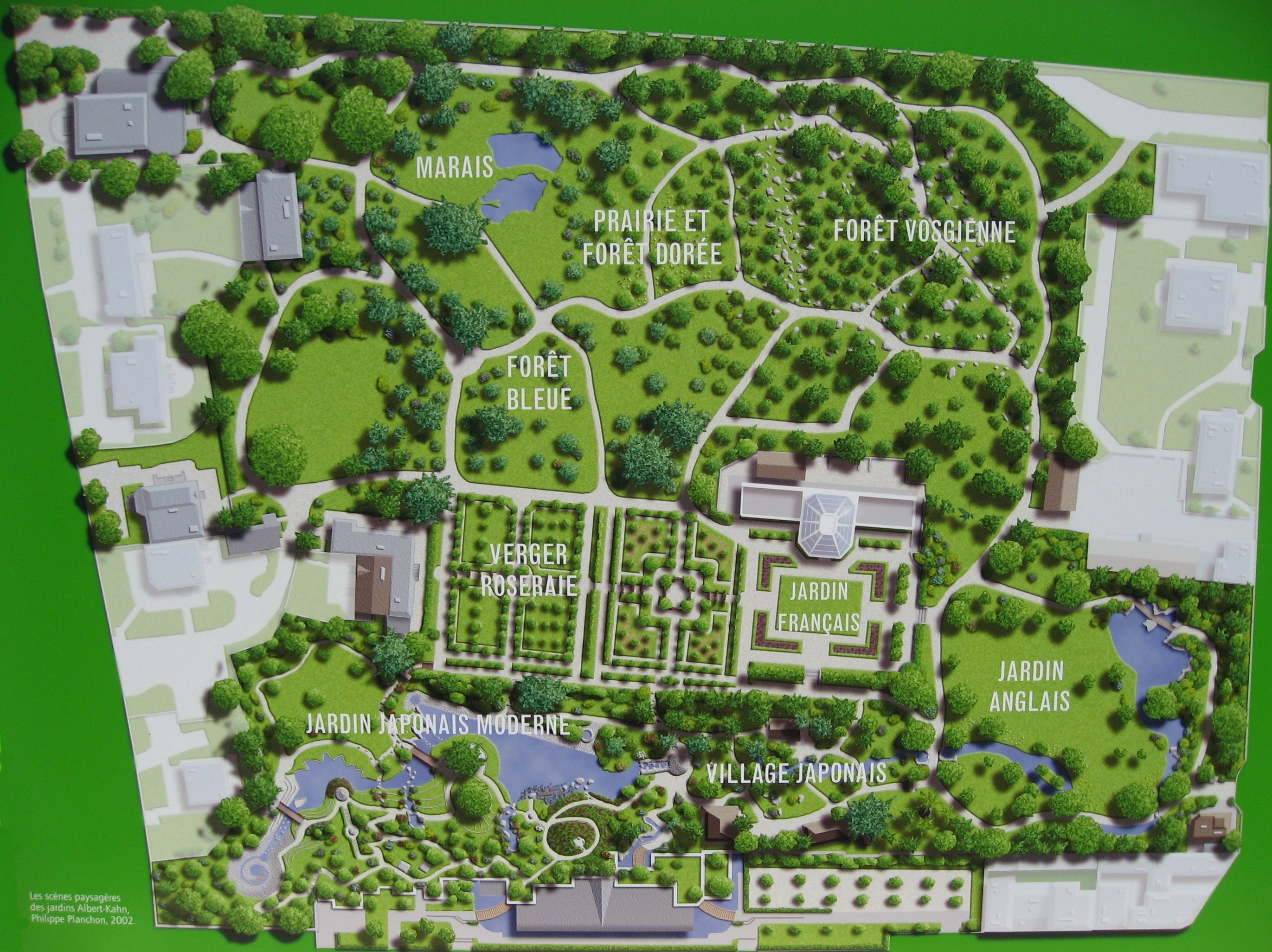
Le plan des scènes paysagères.
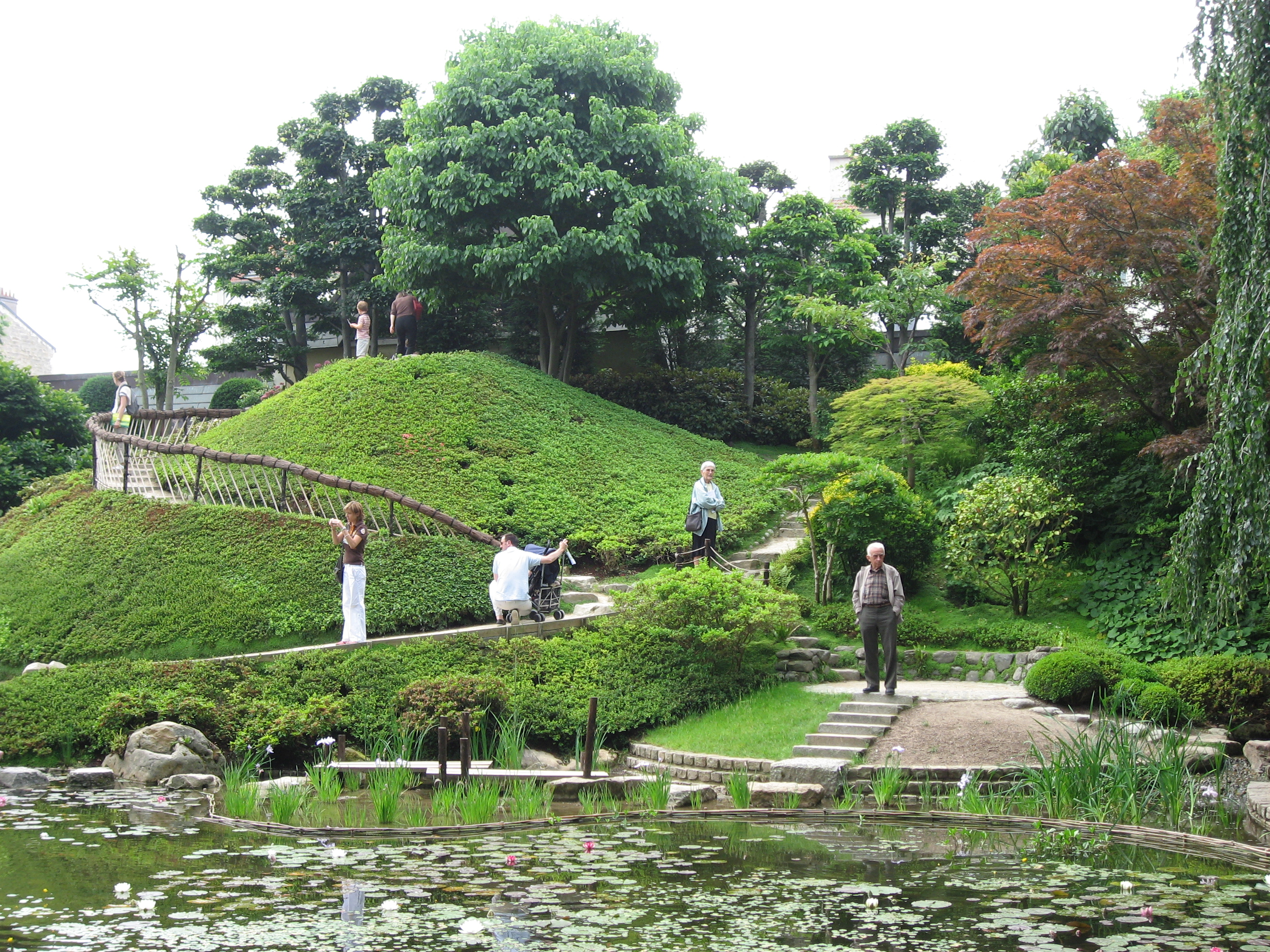
un jardin japonais moderne, qui a remplacé partiellement en 1990 le premier jardin, avec ses deux ponts de bois, sa montagne couverte d'azalées (évocation du mont Fuji) et ses berges de galets conçus par le paysagiste Fumiaki Takano. En hommage à Albert Kahn, F. Takano a organisé son jardin autour d'un cours d'eau qui évoque la vie et l'œuvre du banquier, de la naissance (cône de galets) à la mort (spirale) ;
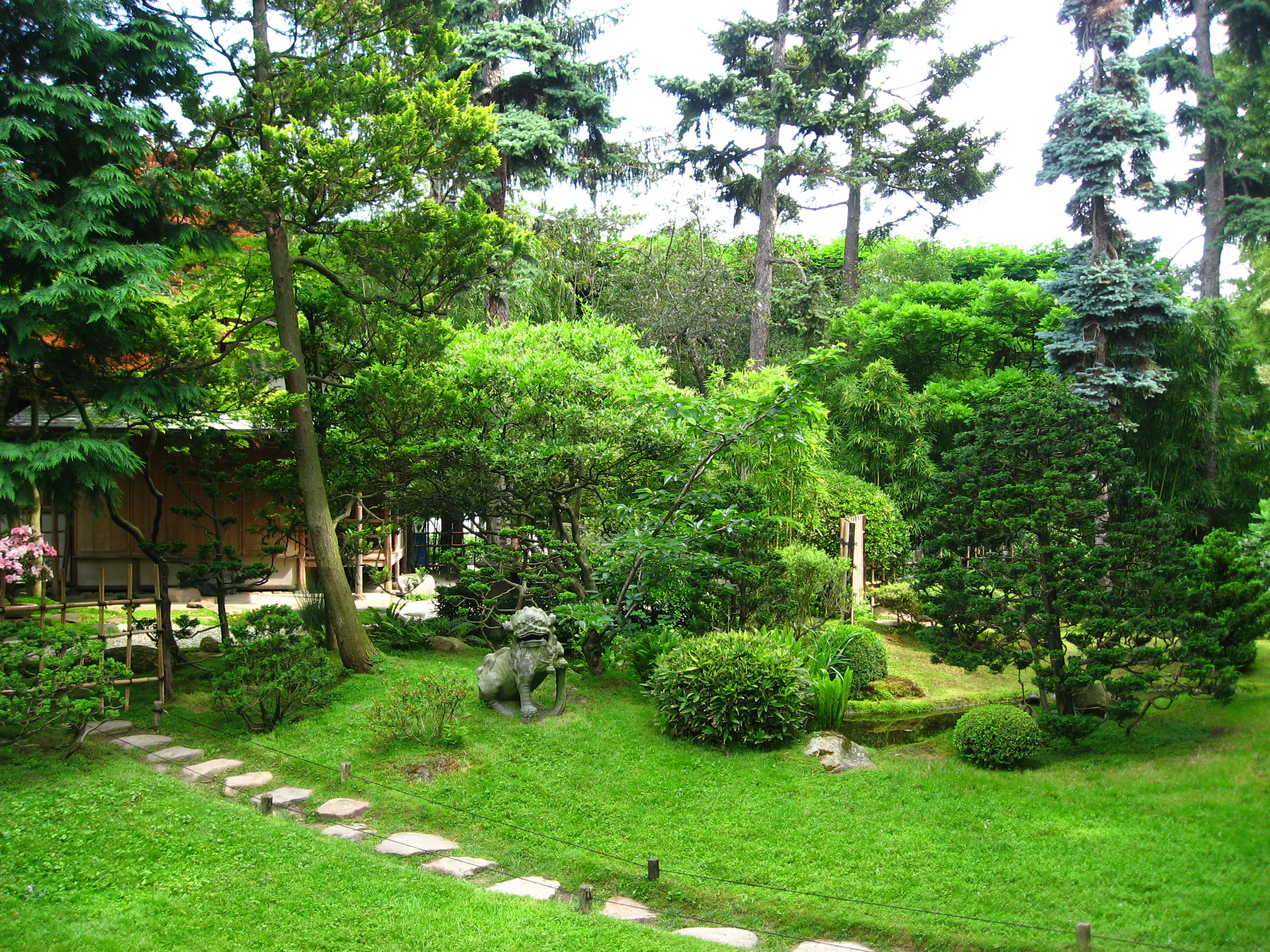
Le village japonais.
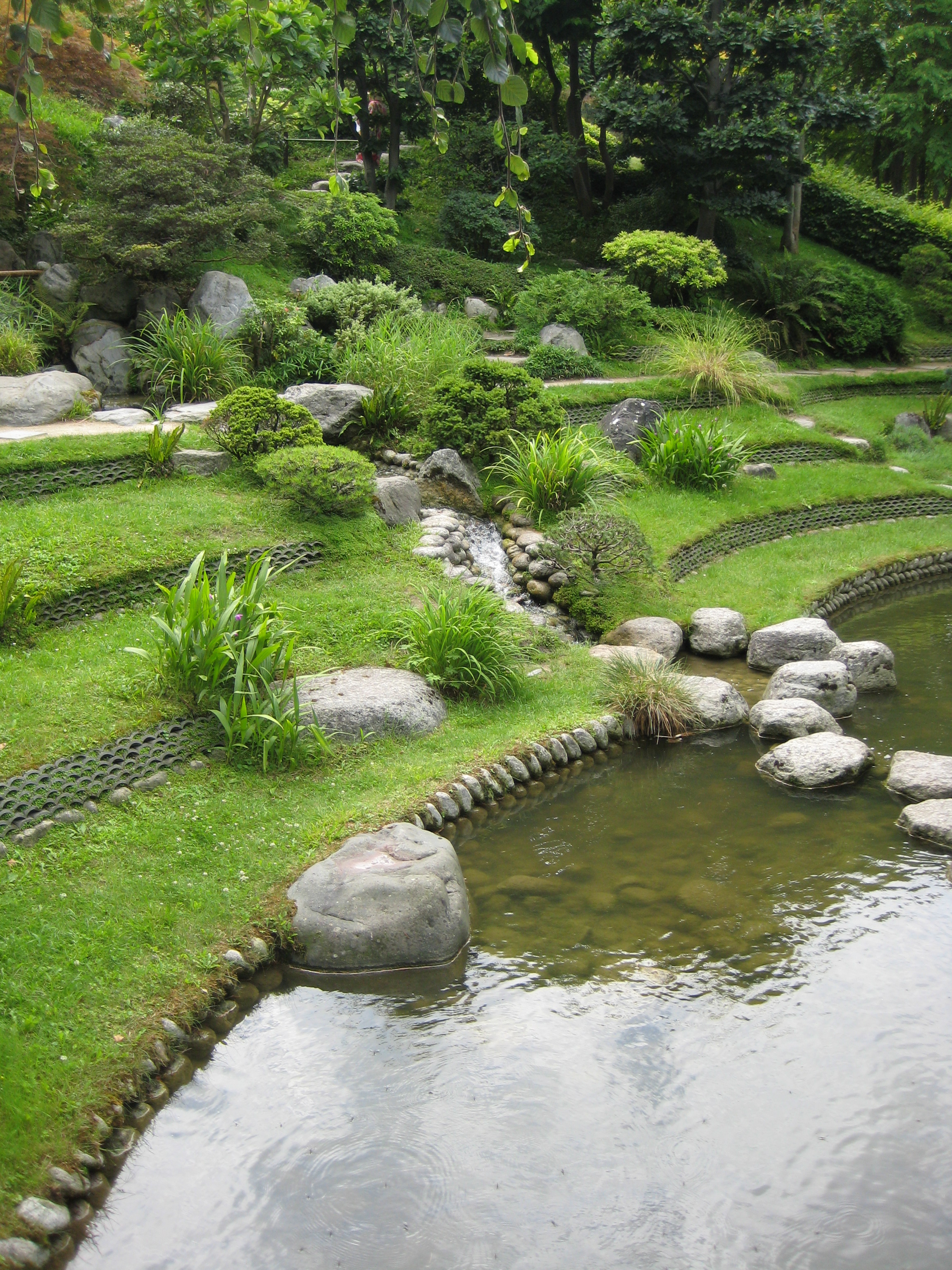
un jardin à la française, créé en 1895 par deux prestigieux paysagistes de l'époque : Henri et Achille Duchêne ; il comprend un salon de verdure dont les parterres symétriques s'organisent devant la serre d'un jardin d'hiver et un verger ornemental, où des arbres fruitiers taillés (essentiellement des poiriers et des pommiers) sont associés à des rosiers anciens sur des parterres géométriques ;
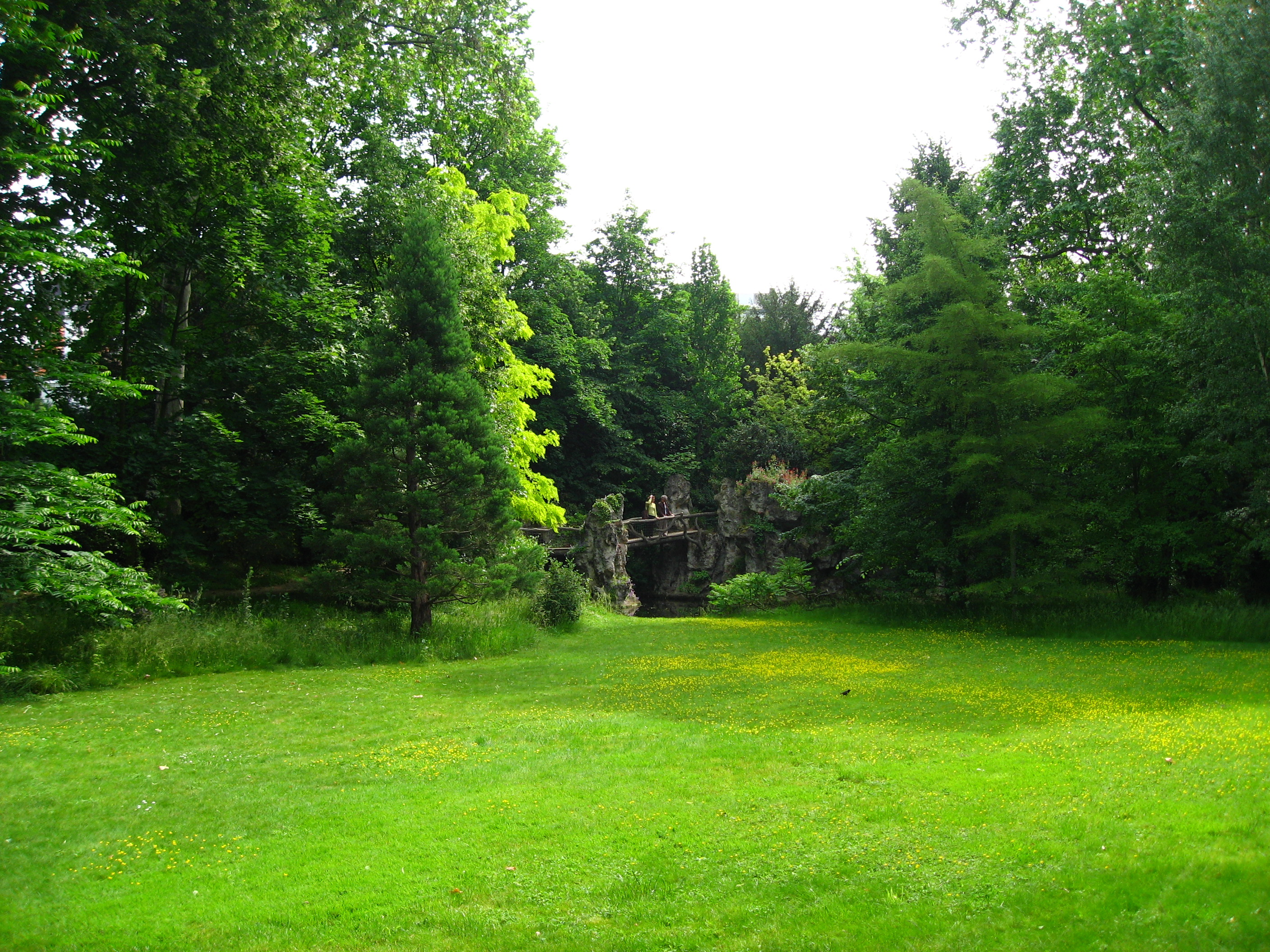
un jardin anglais où des fabriques de jardins (un cottage, un pont de rocailles, un puits -unique vestige d'une laiterie) sont disposées sur le pourtour d'une vaste pelouse vallonnée où serpente une rivière. De très grands arbres présentent une large diversité d'essences (séquoïa, ginkgo, palmiers chanvres, tulipiers de Virginie, etc.), témoignant du goût d'Albert Kahn pour la richesse végétale ;
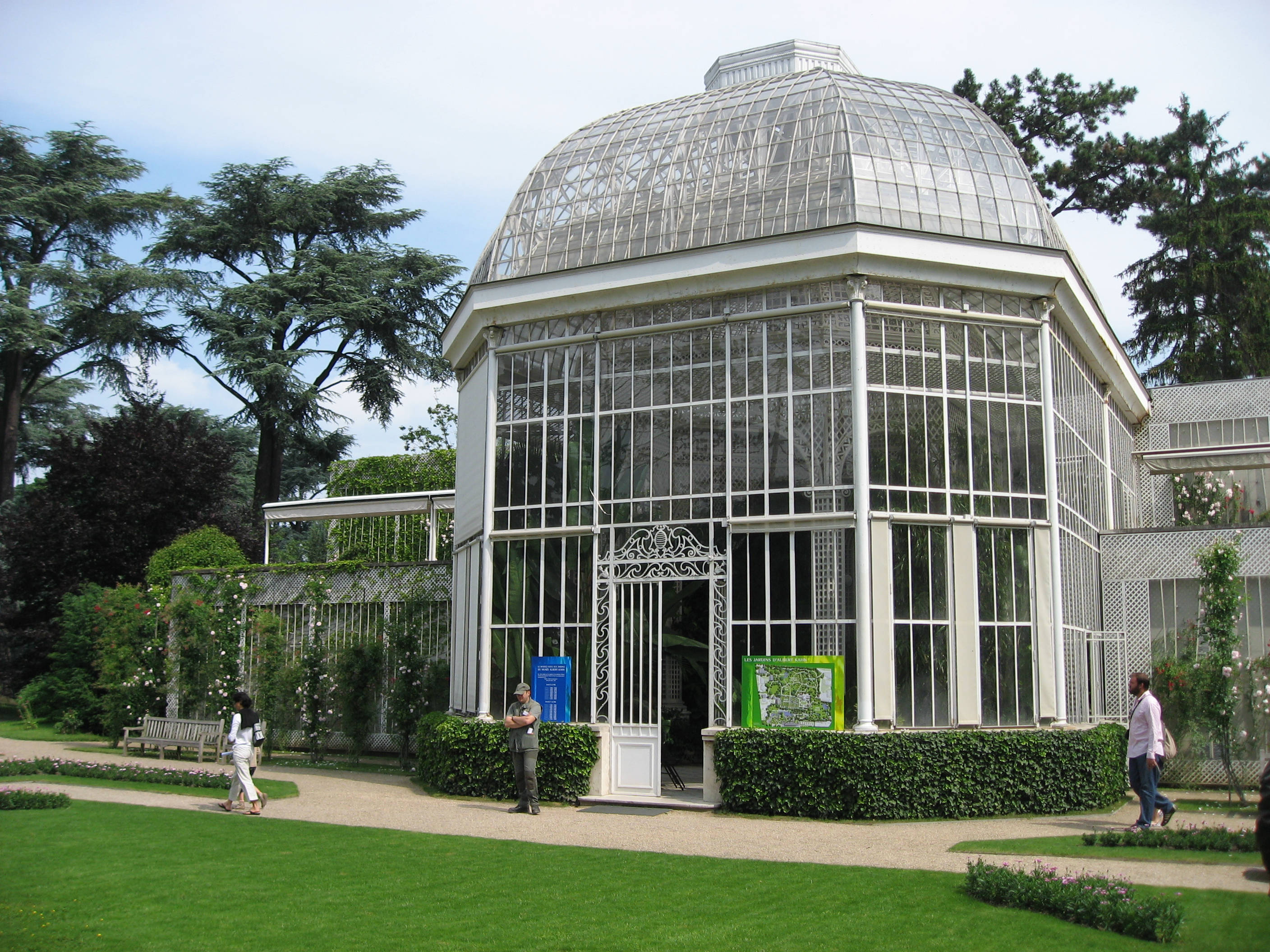
une forêt vosgienne rappelle au banquier les paysages de son enfance. L'ensemble planté de pins et d'épicéa reconstitue sur 3 000 m2 le versant lorrain du massif des Vosges parsemé de rochers de granit, tandis que le versant alsacien des Vosges s'organise autour d'une combe parsemée de quartiers de grès. Cette partie du site a beaucoup souffert de la tempête de 1999 et a bénéficié d'une restauration exemplaire ;
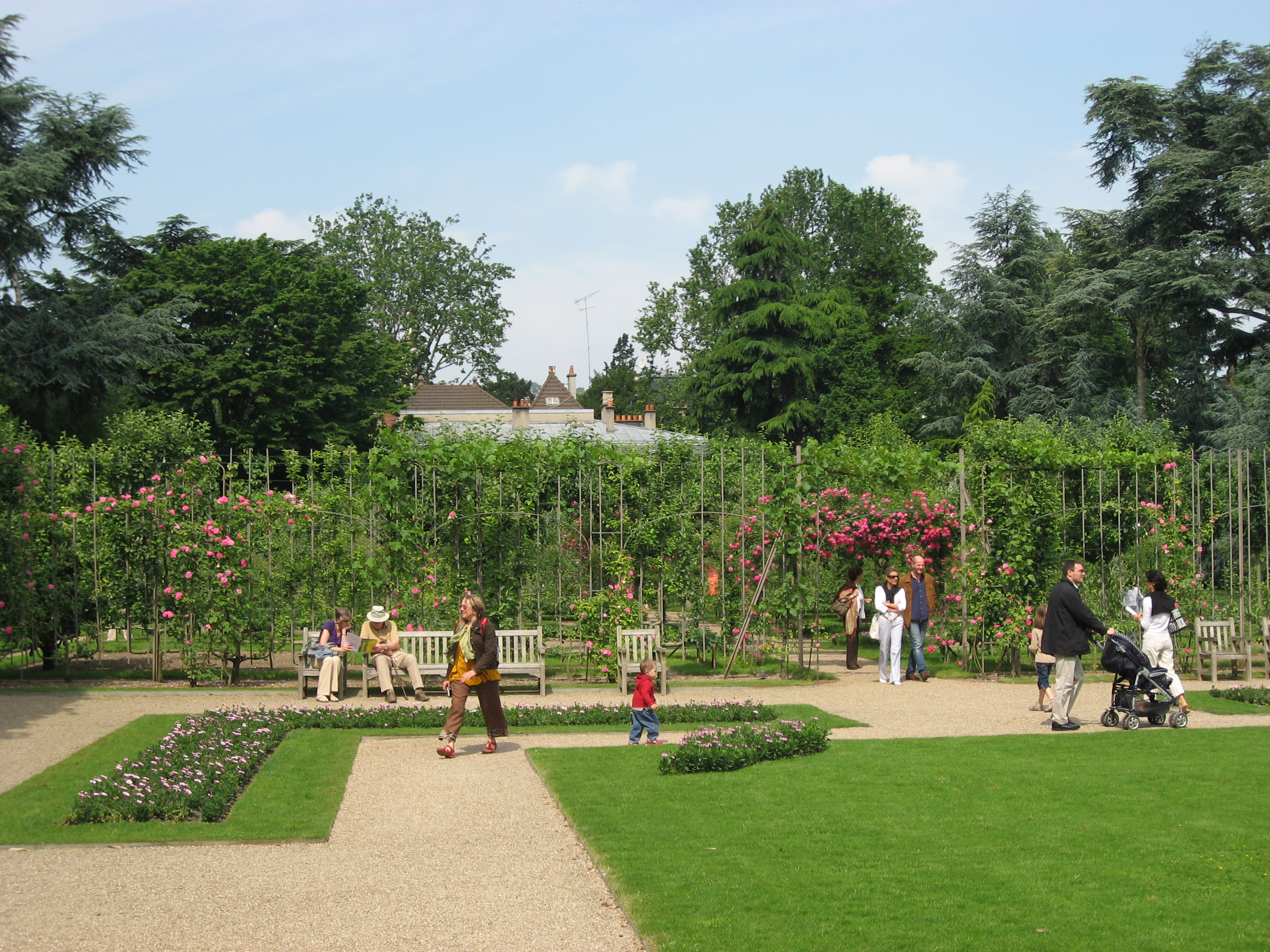
Le verger-roseraie.
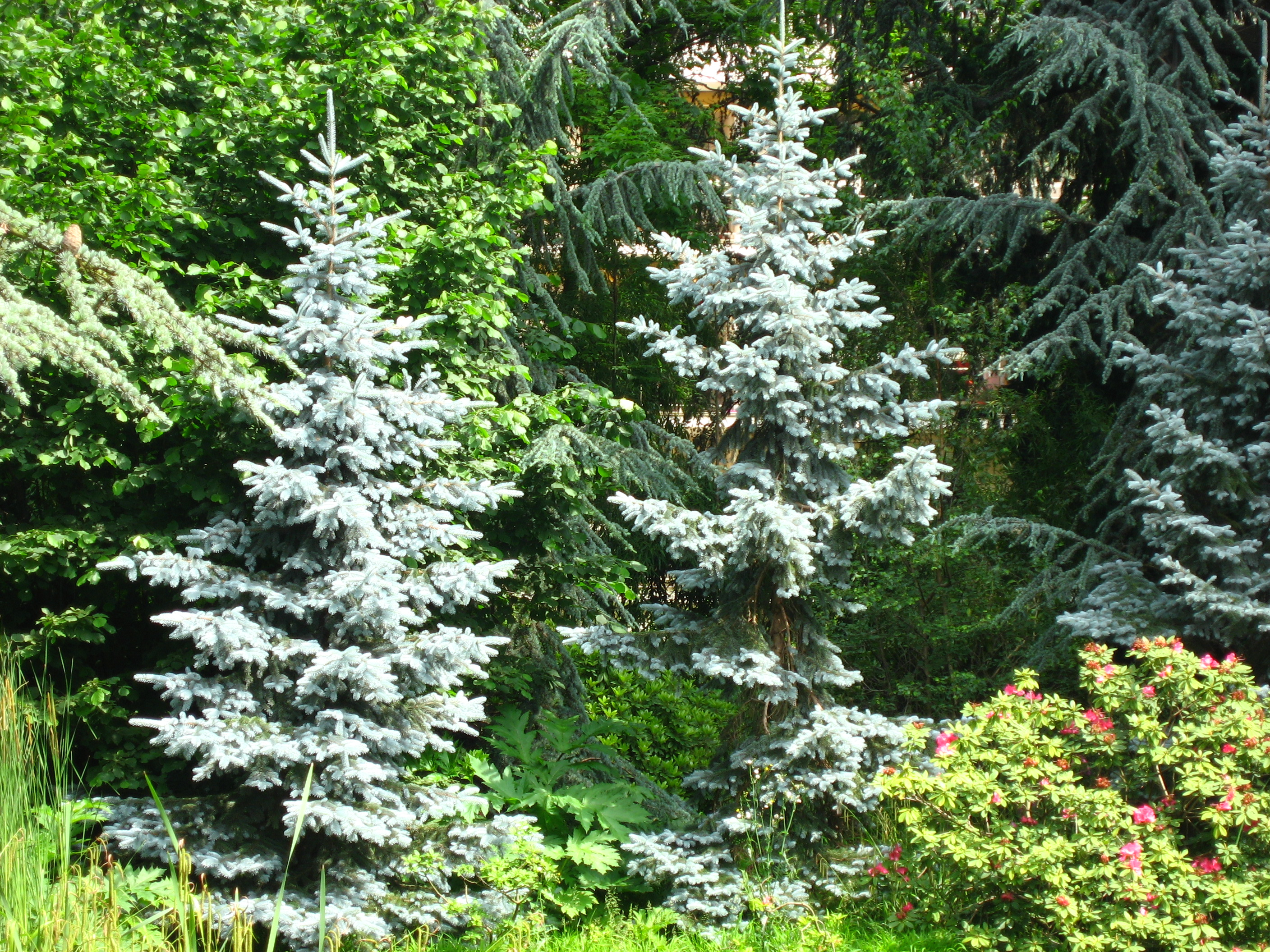
une « forêt bleue » présente un ensemble de cèdres de l'Atlas et d'épicéas du Colorado dont les aiguilles forment un écran végétal gris-bleu où contrastent au printemps des fleurs d'azalées et de rhododendrons. L'ensemble évoque un tableau végétal consacré à la couleur, au centre duquel un marais, double plan d'eau agrémenté de plantes aquatiques, permet des jeux de lumière ;
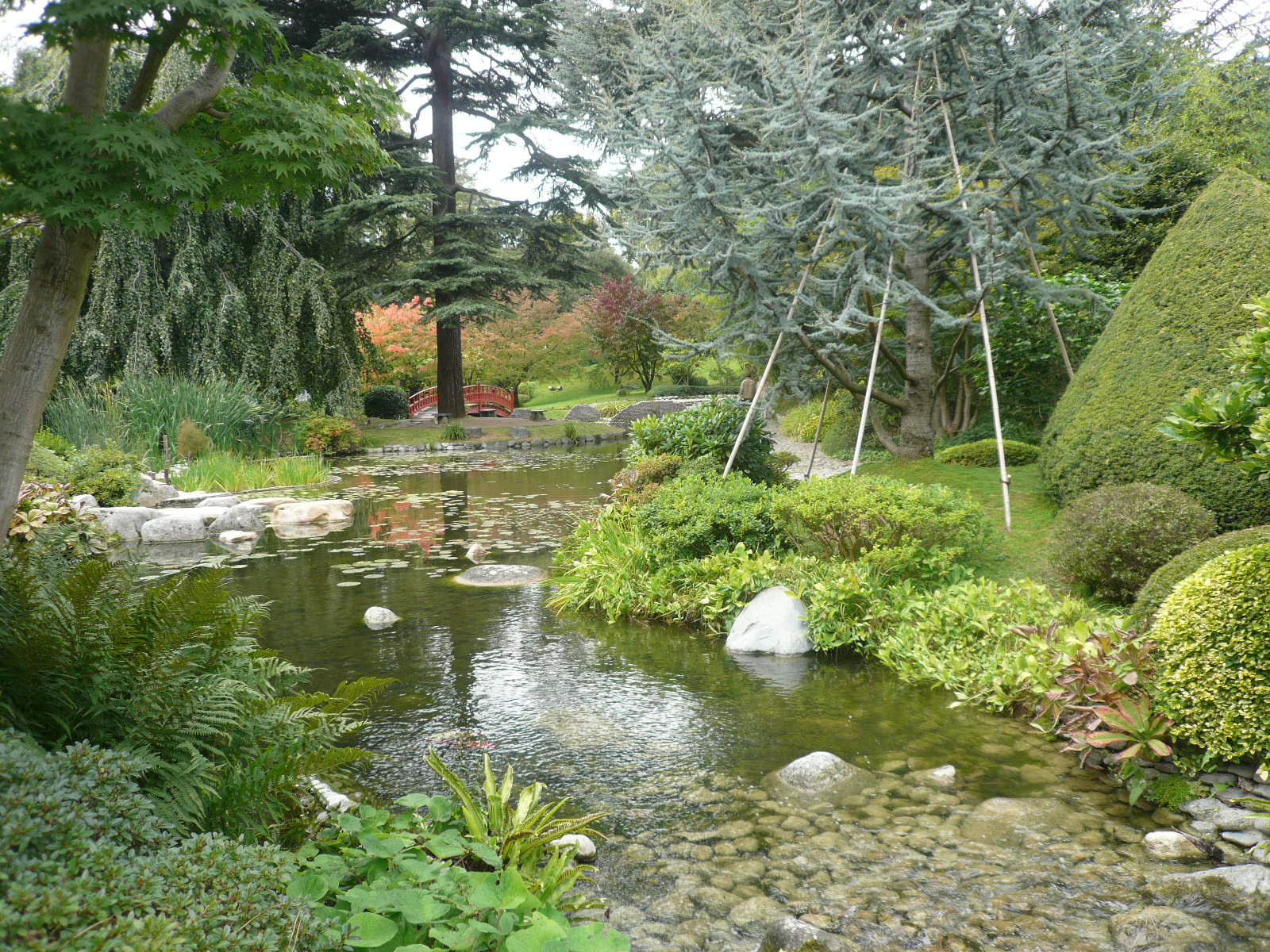
Vue étendue sur le jardin japonais contemporain.
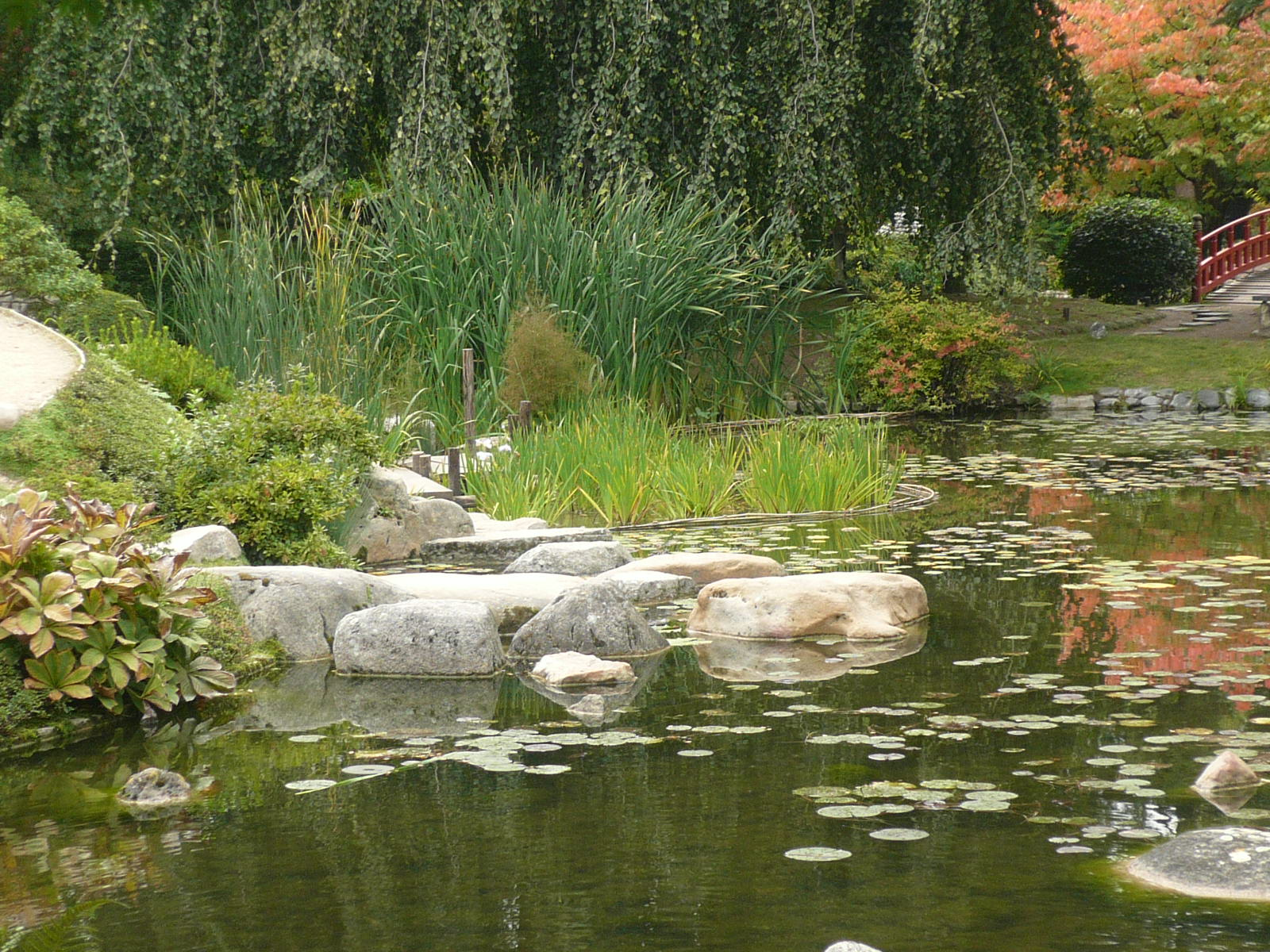
Vue rapprochée sur l'aménagement jardin japonais contemporain.
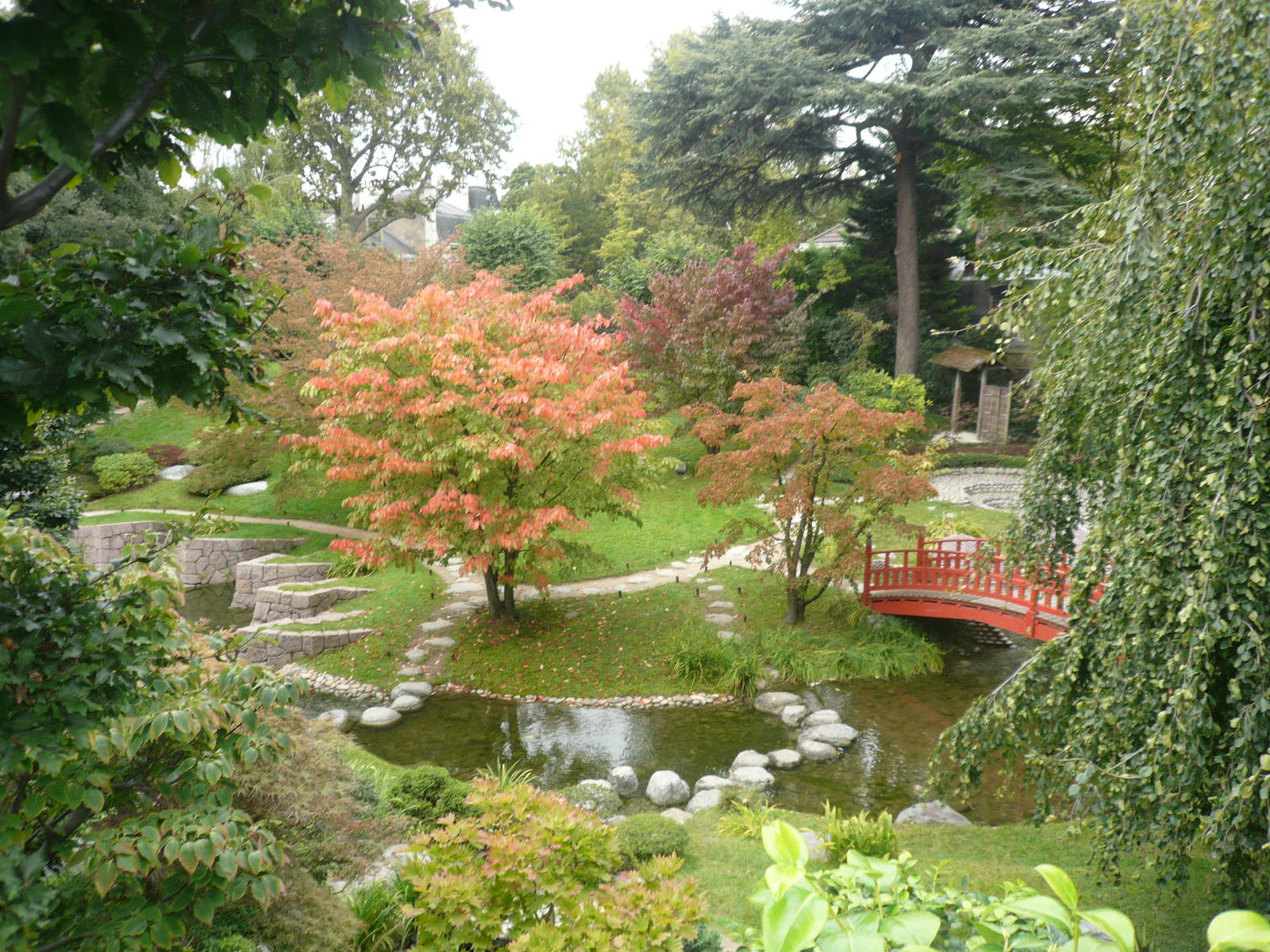
Jardin japonais contemporain.
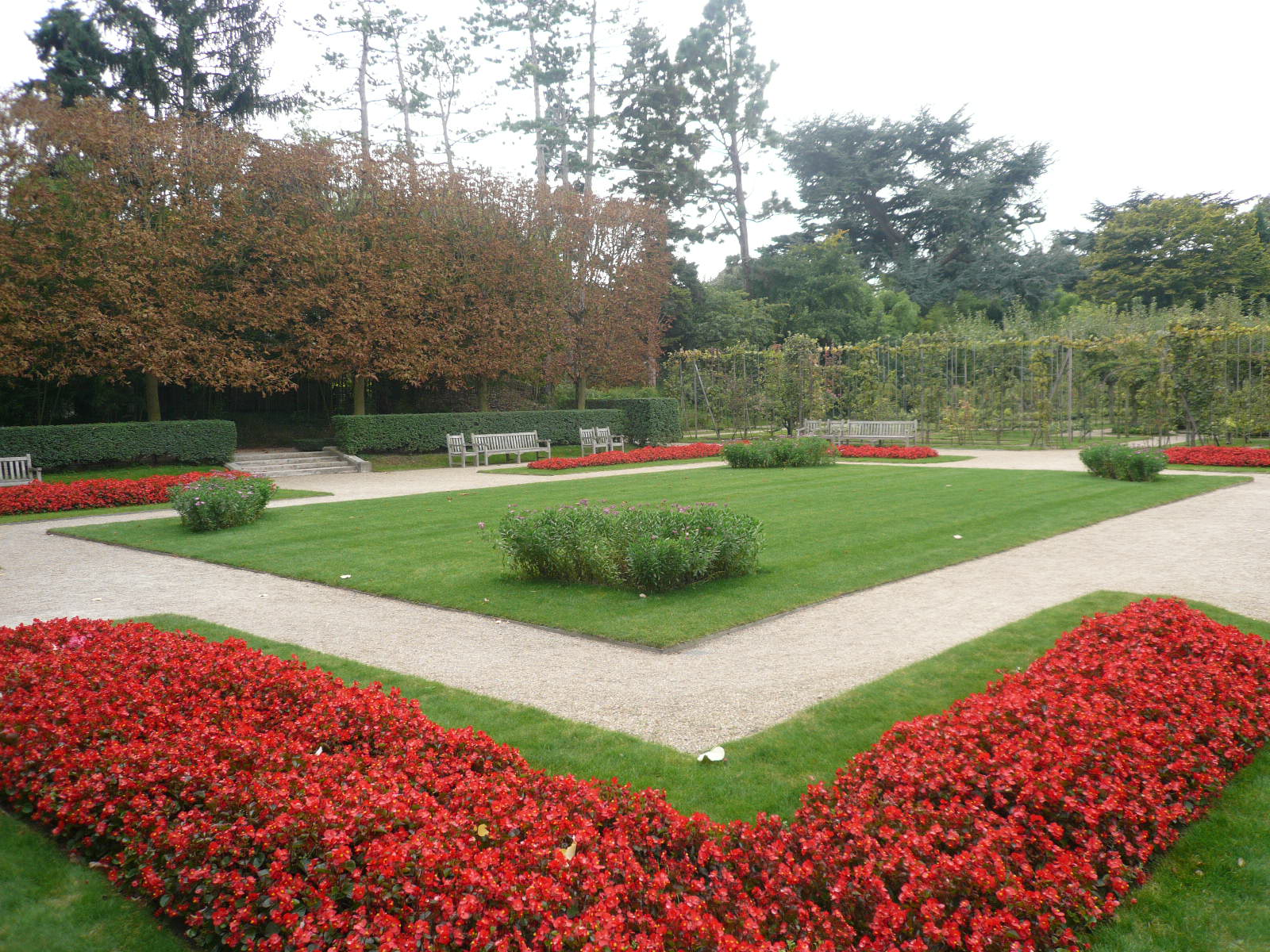
Jardin français sur fond de verger-roseraie.
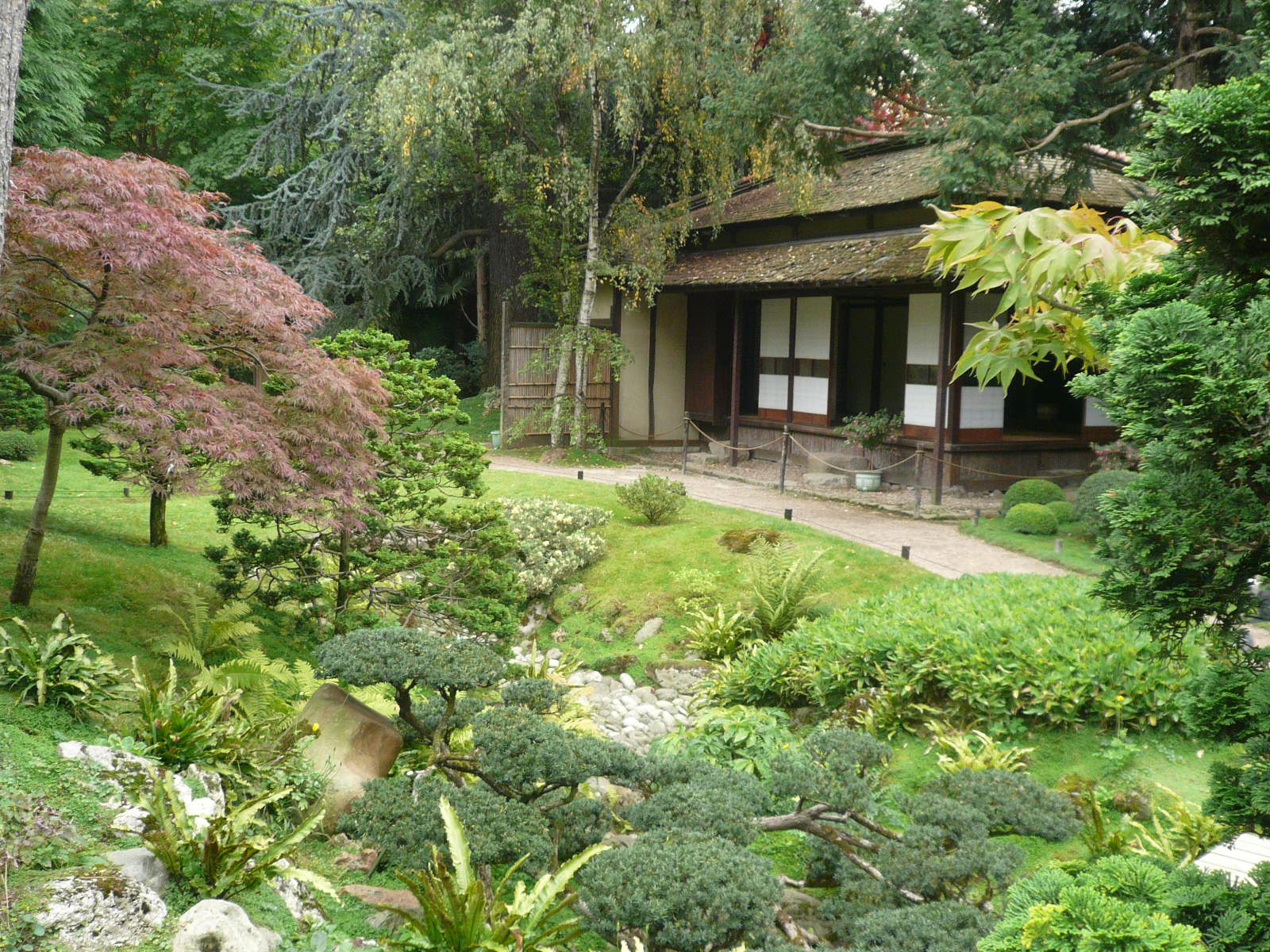
Village japonais verdoyant.
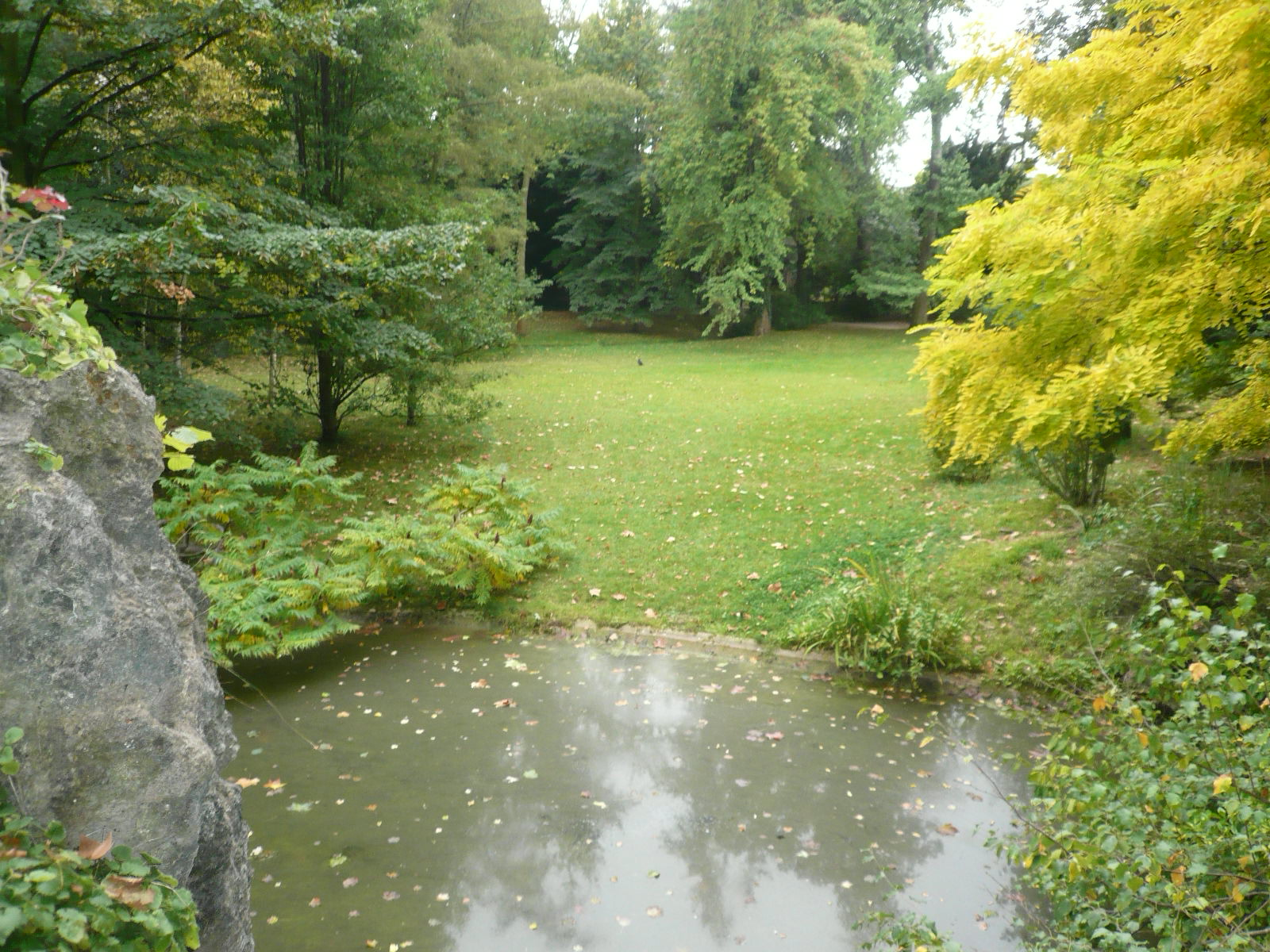
Jardin anglais vu du rocher.
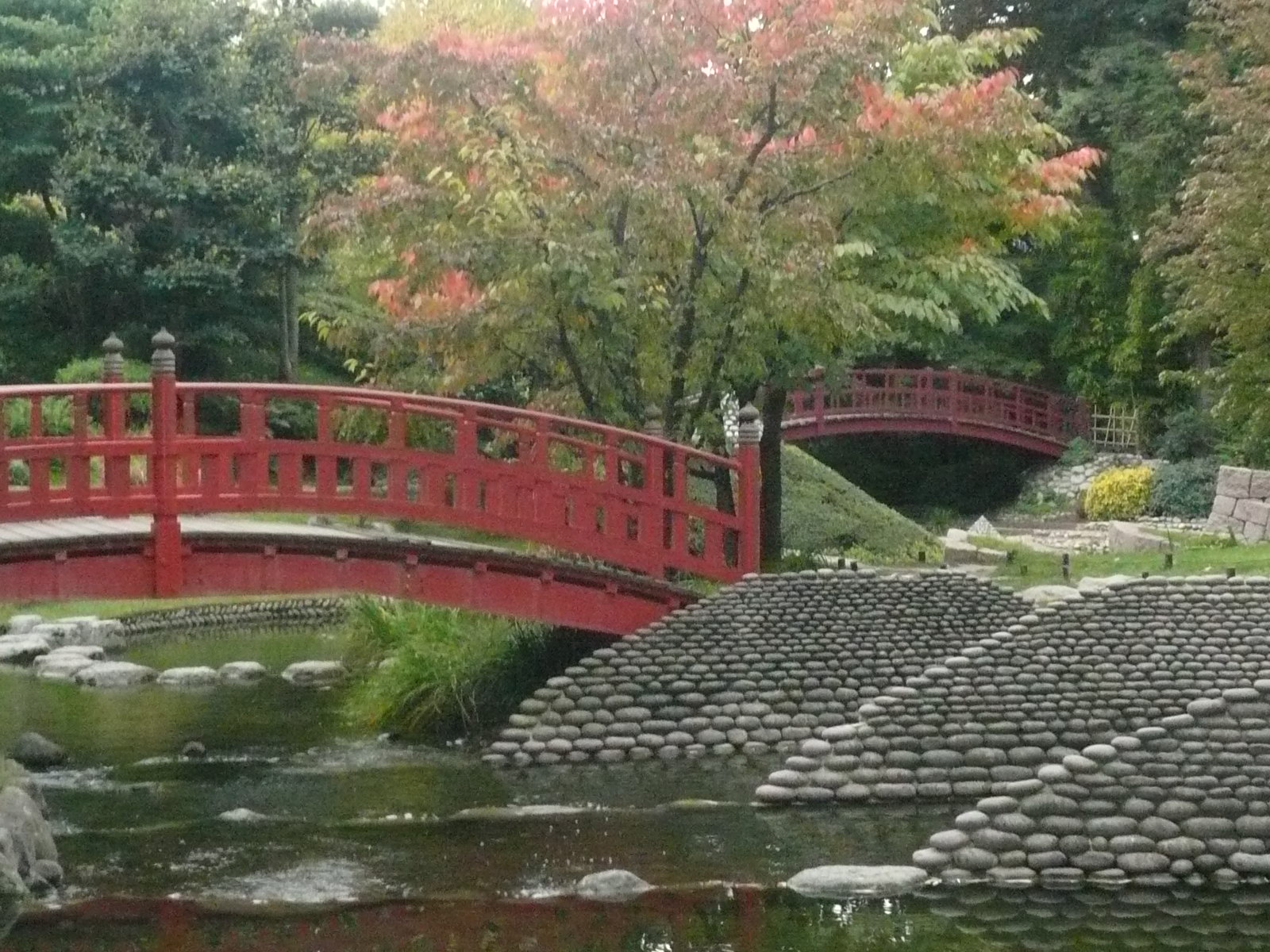
Double pont japonais.
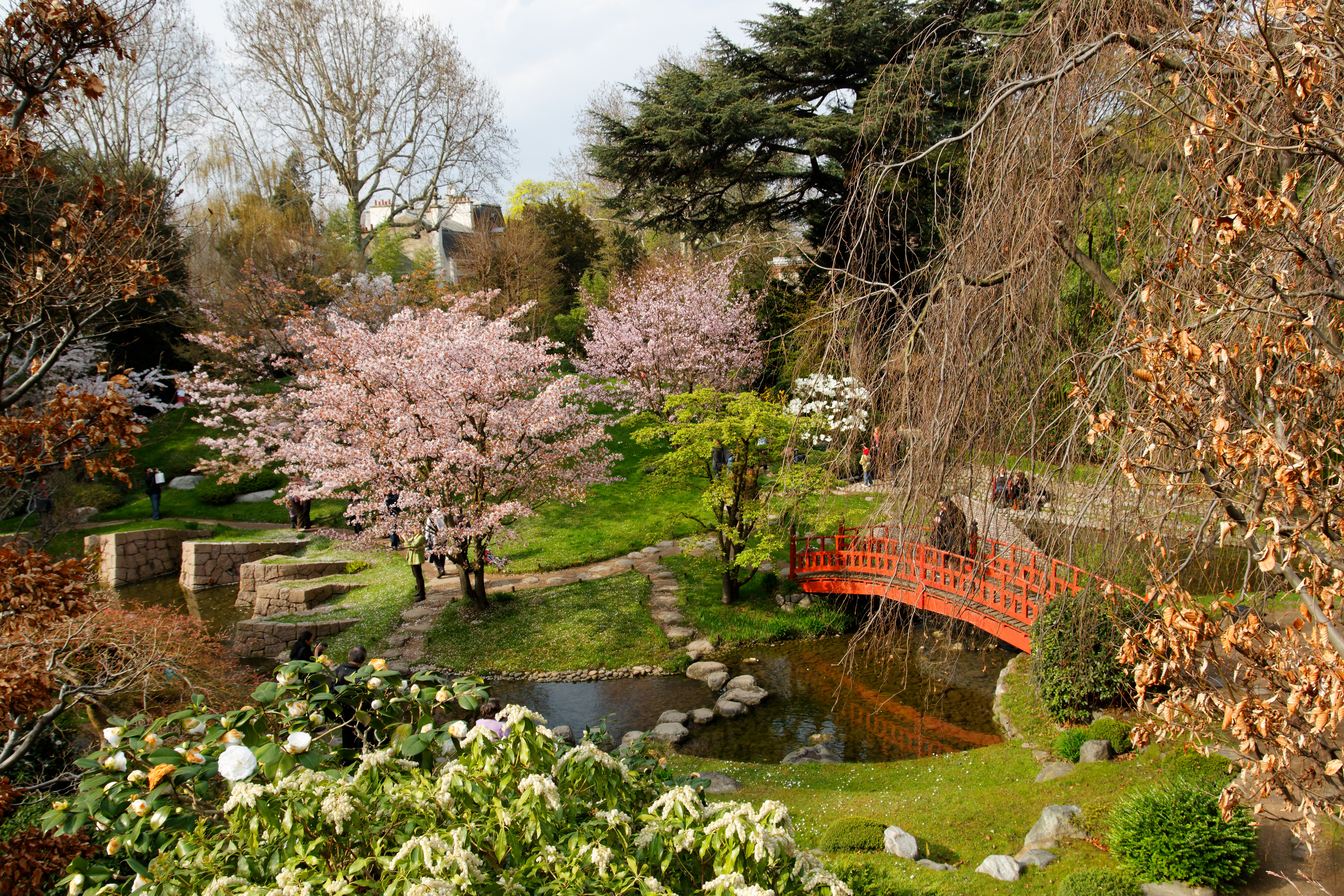
Les cerisiers et magnolias en fleurs.
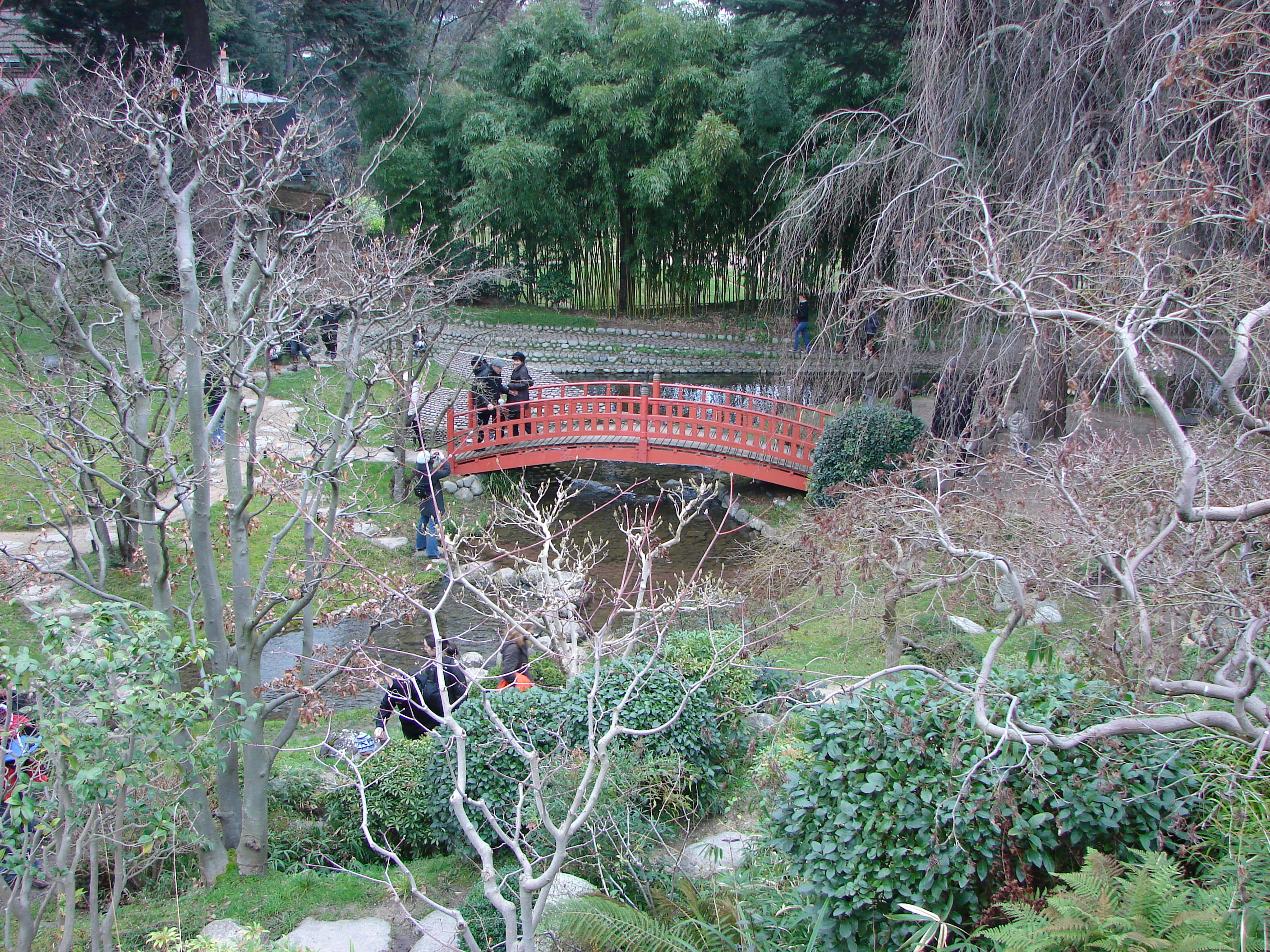
Pont japonais.
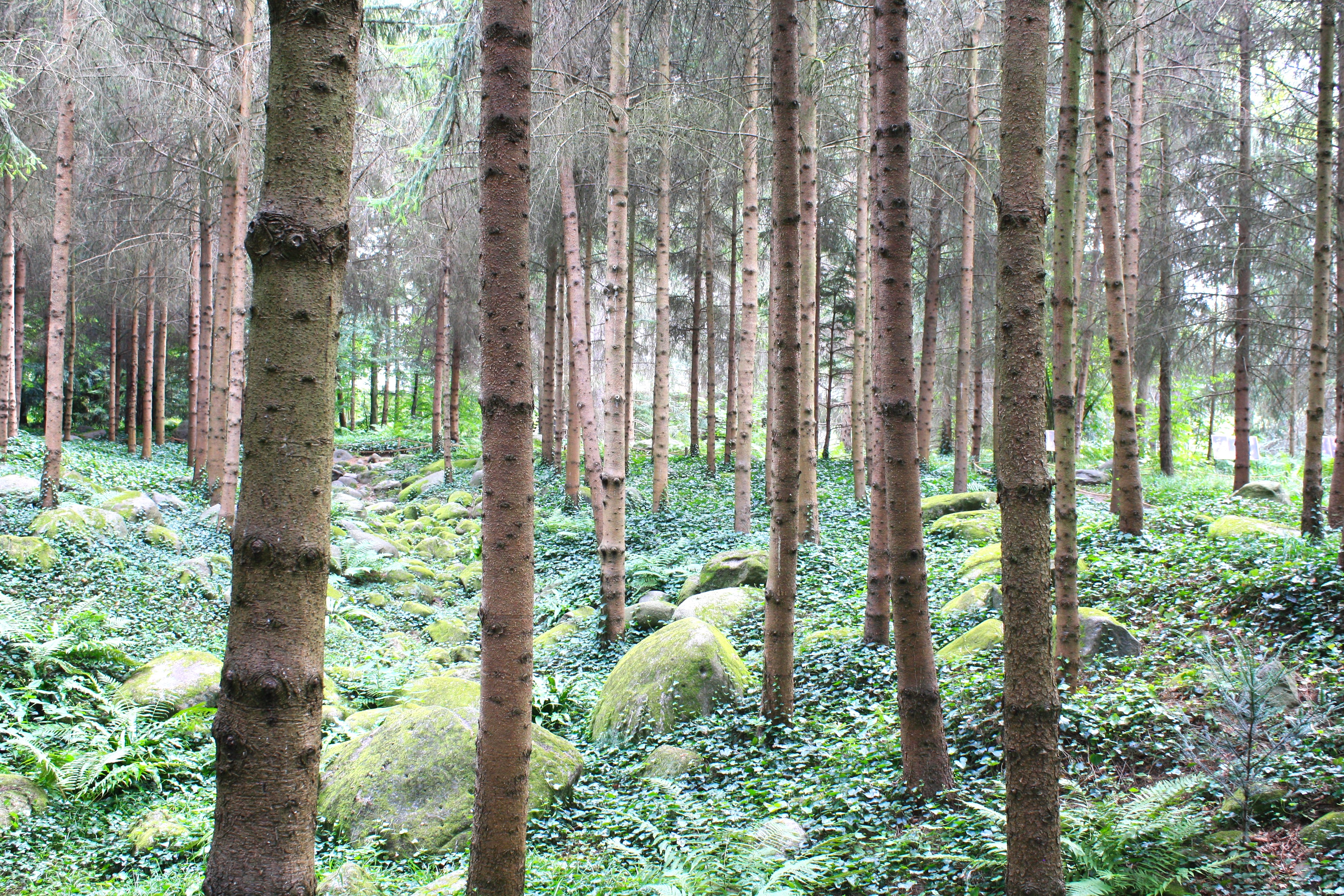
La forêt vosgienne, qui rappelait au banquier les paysages de son enfance.

- une forêt dorée et sa prairie d'herbes hautes mêlées de fleurs vivaces sont plantés de bouleaux qui se parent de teintes dorées à l'automne.

## Le musée Albert-Kahn
À partir de 1909, le banquier et philanthrope Albert Kahn constitue sous le nom « Archives de la Planète » une collection de photographies réalisées par plusieurs opérateurs envoyés par ses soins autour du monde. Jusqu'en 1931, 72 000 autochromes et une centaine d'heures de film sont ainsi rapportés d'une soixantaine de pays. Le fonds est conservé dans un des pavillons de la propriété d'Albert Kahn à Boulogne-sur-Seine, dont il a fait aménager le terrain en un vaste ensemble de jardins remarquables. L'ensemble du jardin est géré par un chef jardinier, actuellement Pierre-Emmanuel Schmitt, qui a pris la succession de Michel Farris et Romain Billon en 2021.
Après la faillite de la banque Kahn en 1932 à la suite de la crise de 1929, la propriété d'Albert Kahn est saisie en 1933. En 1936, elle est acquise par la préfecture de la Seine, puis les Archives de la Planète en 1939. En 1937, les jardins sont ouverts au public et les projections d'autochromes reprennent. Georges Chevalier, un des photographes des Archives de la Planète, qui avait poursuivi son travail de laboratoire bénévolement, est réembauché comme conservateur pour veiller sur le fonds iconographique. Marguerite Magné de Lalonde, alors professeure de dessin, est engagée en novembre à ses côtés comme conservatrice-adjointe, pour documenter les plaques autochromes,. Tous deux entreprennent conjointement quelques missions photographiques locales — par exemple lors de l'Exposition internationale de 1937. Des projections de plaques autochromes sont organisées, projections que Marguerite de Lalonde décide de rendre publiques et non plus réservées à quelques invités.
Après une première union, Marguerite de Lalonde (1905-1997) se remarie en 1939 avec le peintre André Hurtret, fondateur en 1934 et premier conservateur du musée historique du château de Vincennes. Le couple travaille ensemble, sous forme de conférences, données dans les jardins et illustrées à l'aide d'images issues des Archives de la Planète, puis, après la fin de la guerre, sur le lieu même d'un événement historique. Après que Georges Chevalier a pris sa retraite, à la fin de l'année 1949, Marguerite de Lalonde lui succède à la tête des collections du musée. Au début des années 1950, elle les met à la disposition de l'Association des amis de Pierre Loti et continue d'animer chaque année des cycles de conférences sur l'histoire de l'art et la littérature, dans les jardins de Boulogne ainsi que dans une salle de la Bibliothèque historique, rue de Sévigné à Paris,. En octobre 1962, elle est nommée secrétaire adjointe de l'association et le reste jusqu'en 1977. Dans les années 1970, elle est par ailleurs la présidente du Club de Boulogne Paris-Ouest de l’Association internationale soroptimiste.
Le département des Hauts-de-Seine, à la suite de sa création en 1968, devient propriétaire du site et des collections, dont il est garant de la conservation.
En avril 1974, succédant à Marguerite de Lalonde, Jeanne Beausoleil est nommée responsable des collections d'images. Elle constitue sa propre équipe de chercheurs et de techniciens et entame un important travail de recherches historiques sur la personnalité du banquier philanthrope, mais également de restauration des films et des plaques photographiques. Cette action lui vaut d'être nommée directrice conservateur territorial du Patrimoine puis conservateur en chef des collections Albert-Kahn. Elle porte enfin à la connaissance du public les divers aspects de l'œuvre d'Albert Kahn en créant des expositions thématiques permanentes et temporaires, en France et à l'étranger et par la publication de nombreux ouvrages. En 1986, l'établissement devient juridiquement un musée. Il est aujourd'hui un service du conseil départemental des Hauts-de-Seine et le financement est intégralement départemental. Depuis la loi no 2002-5 du 4 janvier 2002 « relative aux musées de France », le musée est labellisé « musée de France ». En 1990, une galerie d'exposition de 650 m2 y est ouverte.
Jeanne Beausoleil quitte ses fonctions fin 2003, remplacée par l'historien Gilles Baud-Berthier, puis, en 2011, par l'ethnologue Valérie Perlès, conservatrice du patrimoine-directrice jusqu'en 2019, où Nathalie Doury lui succède.
Chaque année, des expositions temporaires sont organisées. Celles-ci ont pu aborder un pays, une région ou une ville :  le Japon (à deux reprises), l'Italie, la Normandie, l'Auvergne, la Grèce (le Mont-Athos puis Thessalonique), la Suède, l'Irlande, le Maghreb, l'Inde, la Bretagne, la Mongolie ; mais également traiter d'une question plus transversale comme les multiples facettes de l'œuvre philanthropique d'Albert Kahn, le centenaire de la photographie en couleurs ou un thème plus particulier comme les jardins de ville privés, le jardin du lettré en Chine du Sud, l'état actuel des recherches sur Albert Kahn (2013-2016). Parallèlement, un festival de photographie contemporaine intitulé « Allers Retours » s'y déroule régulièrement depuis 2012, visant à mettre en perspective l'œuvre d'Albert Kahn au regard d'enquêtes photographiques sur des problématiques contemporaines.

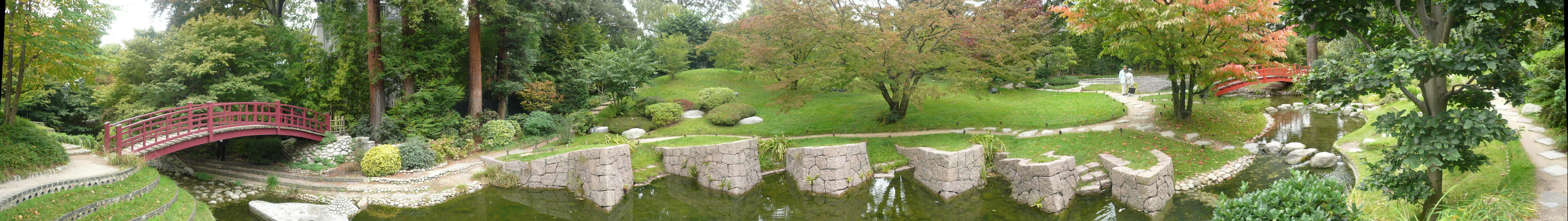
Panorama du jardin japonais moderne.

Le musée a reçu 143 447 visiteurs en 2010 selon l'office du tourisme du département des Hauts-de-Seine. C'est le site le plus visité du département.
À partir de septembre 2016, de grands travaux sont entrepris sous la direction de l'architecte Kengo Kuma, pour la construction d'un bâtiment d'exposition de 2 300 m2 et la rénovation des bâtiments existants, permettant l'accès au public à un nouveau parcours permanent. Dans le même temps, la collection en ligne des Archives de la Planète, comportant 65 000 images, est accessible sur le portail Collections.
Le jardin a été fermé au public de 2016 à 2019. Il a rouvert aux publics à l'occasion des Journées européennes du patrimoine le 20 septembre 2019, avec une mise en lumière de certaines scènes paysagères.
Le nouveau musée, l'ancienne galerie d'exposition réhabilitée ainsi que les bâtiments patrimoniaux rouvrent au public le 2 avril 2022 avec un nouveau parcours de visite, un espace destiné aux expositions temporaires, un espace de découverte pour les familles, un auditorium de 100 places, un centre de documentation, une salle pour les ateliers pédagogiques, une boutique ainsi qu'un espace de restauration.

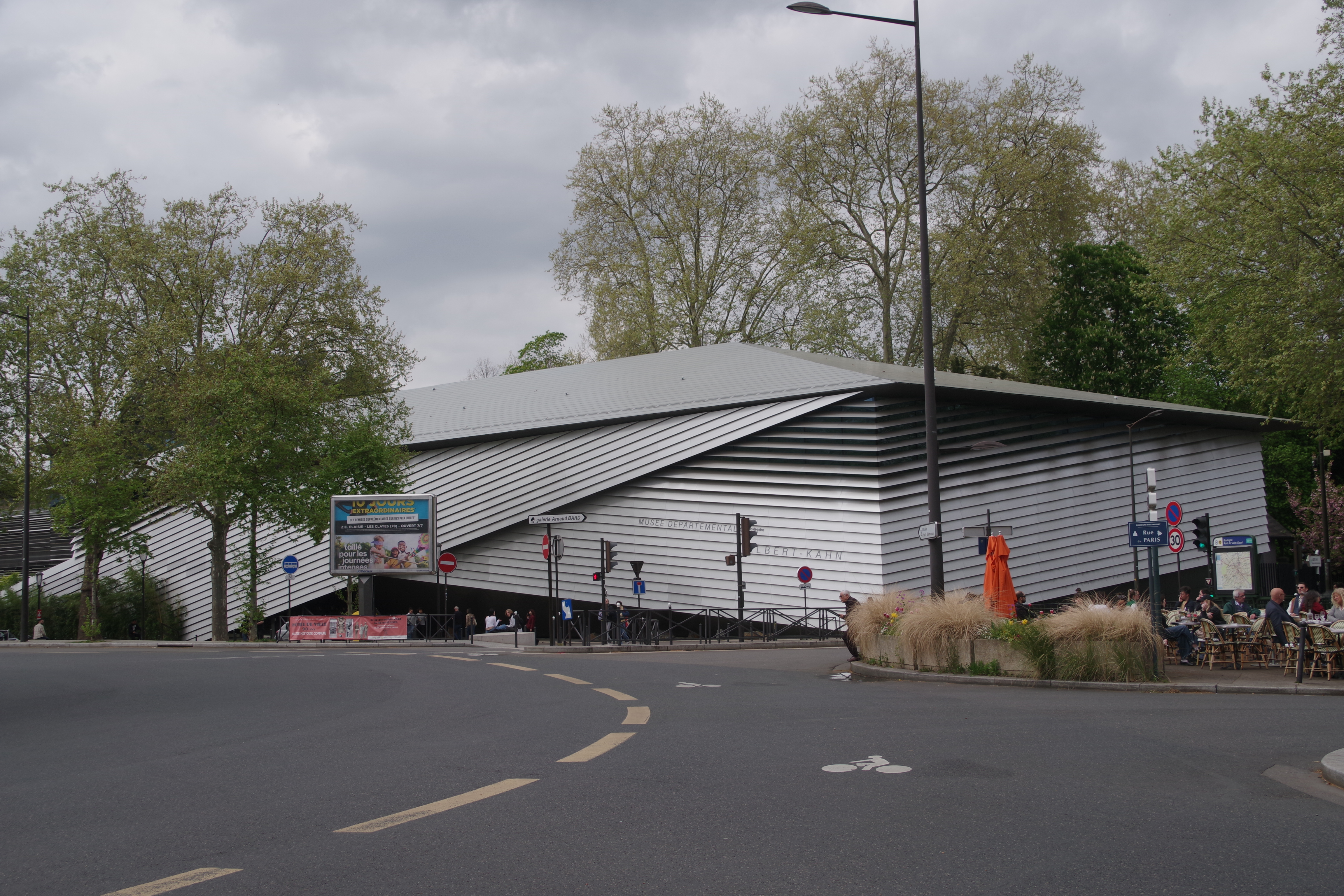
Galerie du musée.
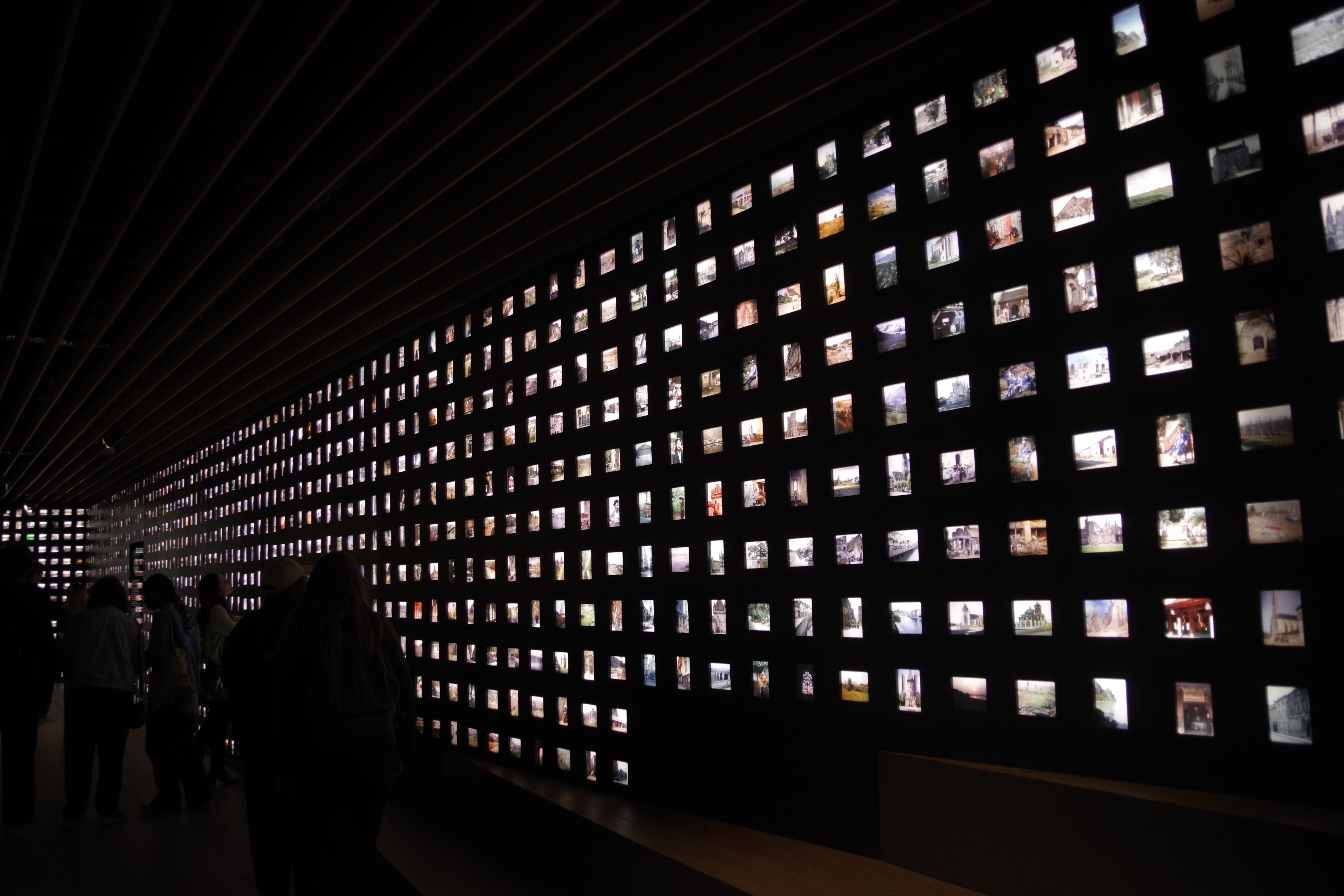
Exposition des autochromes.
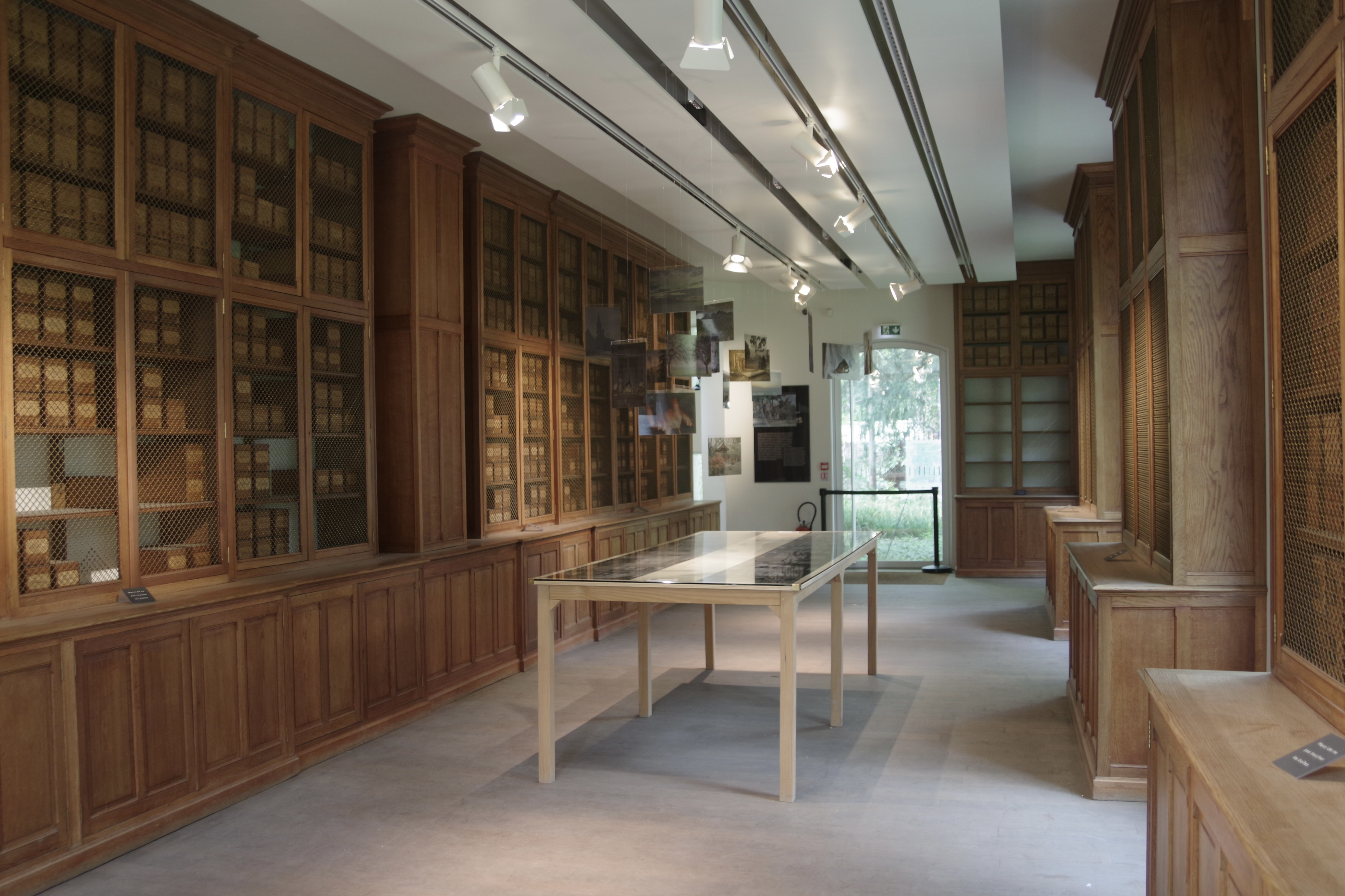
Salle des plaques.

## Fréquentation
| Année | Entrées gratuites | Entrées payantes | Total  |
| ----- | ----------------- | ---------------- | ------ |
| 2001  | 13328             | 64237            | 77565  |
| 2002  | 16853             | 55261            | 72114  |
| 2003  | 14643             | 57097            | 71740  |
| 2004  | 0                 | 86869            | 86869  |
| 2005  | 25693             | 46102            | 71795  |
| 2006  | 26879             | 43268            | 70147  |
| 2007  | 30127             | 52045            | 82172  |
| 2008  | 39665             | 64981            | 104646 |
| 2009  | 37136             | 79538            | 116674 |
| 2010  | 35149             | 78417            | 113566 |
| 2011  | 40210             | 103264           | 143474 |
| 2012  | 37212             | 88329            | 125541 |
| 2013  | 38348             | 67035            | 105383 |
| 2014  | 44738             | 78395            | 123133 |
| 2015  | 36514             | 61148            | 97662  |
| 2016  | 26801             | 40220            | 67021  |
| 2017  | 643               | 3127             | 3770   |
| 2018  | 1096              | 1704             | 2800   |
| 2019  | 25810             | 16925            | 42735  |
| 2020  | 29603             | 32377            | 61980  |
| 2021  | 30056             | 52148            | 82204  |

## Pour approfondir